# Convecção termomagnética
Ferrofluidos pode ser usado para transferir calor, desde que o transporte de calor e massa em tais fluidos magnéticos possam ser controlados usando-se um campo magnético externo.  
B. A. Finlayson foi quem primeiro explicou, em 1970 (em seu artigo "Convective instability of ferromagnetic fluids", Journal of Fluid Mechanics 40:753-767, Instabilidade convectiva de fluidos ferromagnéticos) como um campo magnético externo atuando sobre um ferrofluido com susceptibilidade variante, e.g., devido a um gradiente de temperatura gradient, resulta em uma força de corpo magnético não uniforme, a qual conduz a convecção termomagnética. Esta forma de transferência de calor pode ser útil para casos onde a convecção convencional falha em prover adequada transferência de calor, e.g., em dispositivos de micro-escala ou sob condições de gravidade reduzida.  
Um grupo de pesquisadores liderados por Hiroyuki Ozoe tem estudado a convecção termomagnética tanto experimentalmente quanto numericalmente. Eles apresentaram como melhorar, suprimir e inverter os modos de convecção. . Eles tem também conduzido análise em escala para fluidos paramagnéticos em condições de microgravidade.